# 음성중학교
음성중학교(陰城中學校)는 대한민국 충청북도 음성군 음성읍 읍내리에 있는 공립 중학교이다.

## 학교 연혁
- 1946년 9월 1일 : 음성 공립 초급중학교 개교(6년제)
- 1948년 9월 23일 : 음성 공립 고급중학교로 승격
- 1951년 8월 6일 : 음성중학교 제1회 졸업
- 1958년 4월 1일 : 음성고등학교와 병합
- 1986년 3월 1일 : 음성중.고에서 현 위치로 분리 이전
- 2002년 10월 5일 : 다목적 강당 준공
- 2016년 1월 26일 : 급식실 현대화 사업 준공
- 2024년 3월 4일 : 2024학년도 34명 입학
- 2024년 3월 4일 : 제31대 박용필 교장 부임
- 2025년 1월 10일 : 제75회 40명 졸업 (졸업생 누계 10,338명)

## 참고 자료
- 음성중학교 - 한국교육학술정보원 학교알리미